# Patrizio Fariselli
Patrizio Fariselli (Cesenatico, 8 luglio 1951) è un pianista e compositore italiano.

## Biografia

Fariselli, al tempo degli Area

Patrizio Fariselli nasce in una famiglia di musicisti. Il nonno Adamo Fariselli era clarinettista; il padre Terzo Fariselli fu compositore, trombonista e contrabbassista, dal 1952 al 1959 membro dell’orchestra di Henghel Gualdi e dal 1960 titolare dell’Orchestra Fariselli; lo zio Armando Fariselli fu valente violinista; il fratello Stefano Fariselli è sassofonista e flautista, e la sorella Loretta Fariselli è stata una danzatrice di raro talento.
Patrizio Fariselli studia pianoforte al Conservatorio G. Rossini di Pesaro dove viene scelto personalmente dal Maestro Sergio Cafaro, che suonò sotto la direzione di Stravinskij, Hindemith e Boulez. 
Nel 1972, a ventun anni, Fariselli entra negli Area di Giulio Capiozzo e Demetrio Stratos, gruppo tra i più importanti del panorama musicale italiano, al posto di Leandro Gaetano.
Con gli Area si esibisce per circa un decennio in innumerevoli concerti in Italia e, a causa dell’impegno politico del gruppo, solo in qualche occasione all’estero: in Francia, in Portogallo, e nel 1978 a Cuba, al Festival Mondiale della Gioventù.
Nel 1977 incide Antropofagia per la collana DIVerso della Cramps, un disco di sperimentazione al pianoforte ristampato su CD nel 2013 da Sony Music. 
Dagli anni ottanta, Fariselli si dedica prevalentemente alla musica per il cinema, il teatro, la danza e la televisione. Vince il Ciak d’oro per Ivo il tardivo di Alessandro Benvenuti, il 1º premio all’Holland Film Festival di Utrecht per il cortometraggio The Horseman di Michel Fuzellier, e il 1º premio al concorso internazionale de Il Cairo con la trasmissione RAI l’Albero Azzurro dell’edizione 1990-94. 
Dal 1997 intensifica l’attività concertistica esibendosi al pianoforte e con live electronics, in solo, o in diverse formazioni jazz. 
Contemporaneamente pubblica con la sua etichetta Curved Light i dischi Chernobyl 7991, Lupi Sintetici e strumenti a gas, Area-Variazioni per pianoforte, Acqua liquida suite, Notturni. 
Tiene concerti jazz con Steve Lacy, Curtis Fuller, Howard Johnson, Art Farmer etc.
Nel 2009 partecipa al Festival di Montevecchio, dirigendo brani orchestrali di John Cage, di cui, insieme a Walter Marchetti, rielabora Alla Ricerca del Silenzio Perduto, performance del 1978 per treno preparato.
Per alcuni anni collabora con Roberto Vecchioni accompagnandolo in decine di concerti e registrando due album: Il Contastorie (live con Paolino dalla Porta) e Di rabbia e di stelle. 
Nel 2000 produce una collana di CD di musica strumentale per bambini, corredati di libri illustrati dalla figlia Cleo Fariselli: La Musica delle cose e degli animali. 
Insieme alla moglie Cristina Bergo, è autore della serie di cartoni animati a soggetto musicale Taratabong, prodotti dalla RAI, che nel 2009 vince il 1º premio internazionale a Cartoons on the bay. 
Dal 2010 partecipa alla reunion degli Area, con cui tiene numerosi concerti in Italia e a New York, Dublino, Londra e Tokyo.
Nel 2008 esce il suo libro autobiografico Storie elettriche e per Sony Classical il CD Piccolo Atlante delle Costellazioni Estinte. 
Nel 2015 scrive e realizza la musica per il film Iqbal, Bambini senza paura, con la regia di Michel Fuzellier, che ottiene numerosi riconoscimenti tra cui: Premio Animation that Matters, Animation Day Cannes; Prix Jeune Public du Meilleur Long Metrage, Amnesty International; Premio ASPI, Festival internazionale del cinema giovane di Bellinzona, etc.
Nel 2016 forma il gruppo Area Open Project e nel 2018 pubblica 100 Ghosts, disco edito da Warner Music, in cui, oltre a brani originali, propone rielaborazioni di musiche arcaiche.
Tiene conferenze e seminari sugli aspetti cognitivi dell’improvvisazione.

## Discografia

### Con gli Area
- 1973 - Arbeit macht frei (Cramps, CRSLP 5101)
- 1974 - Caution Radiation Area (Cramps, CRSLP 5102)
- 1974 - Crac! (Cramps, CRSLP 5103)
- 1975 - Are(A)zione (Cramps, CRSLP 5104)
- 1976 - Maledetti (maudits) (Cramps, CRSLP 5105)
- 1977 - Anto/Logicamente (Cramps)
- 1978 - 1978 gli dei se ne vanno, gli arrabbiati restano! (Ascolto, ASC 20063)
- 1979 - 1979 Il concerto - Omaggio a Demetrio Stratos
- 1979 - Event '76 (Cramps, 5205-107)
- 1980 - Tic & Tac (Ascolto, ASC 20224)
- 1996 - Parigi-Lisbona (Cramps)
- 1996 - Concerto Teatro Uomo (Cramps)
- 1997 - Chernobyl 7991 (Sony)
- 2012 - Live 2012 (Curved Light /Up Art Records)

### Album Solisti
- 1977 - Antropofagia (Cramps)
- 2005 - Area, variazioni per pianoforte (Curved Light, Edel, Consorzio ZdB)
- 2008 - Notturni (Auditorium)
- 2014 - Piccolo atlante delle costellazioni estinte (Sony Classical)
- 2018 - 100 Ghosts (Warner Music)

### Patrizio Fariselli Project
- 2001 - Lupi Sintetici e Strumenti a Gas (Curved Light, Edel)

### Patrizio Fariselli Trio
- 2007 - Acqua liquida suite (Curved Light, Edel)

### Collaborazioni (in ordine cronologico)
| Interprete        | Album                    | Etichetta    |
| ----------------- | ------------------------ | ------------ |
| Eugenio Finardi   | Diesel                   | Cramps       |
| Mauro Pagani      | Mauro Pagani             | Ascolto      |
| Alberto Borsari   | 2-5-1                    | DDD          |
| Gigi Cifarelli    | Kitchen Blues            | DDD          |
| Gigi Cifarelli    | With the eyes of a child | BMG          |
| Skiantos          | Doppia dose              | Alabianca    |
| Autori vari       | Danni collaterali        | Il Manifesto |
| Autori vari       | La battaglia di Canne    | Il Manifesto |
| Roberto Vecchioni | Il contastorie           | Universal    |
| Roberto Vecchioni | Di rabbia e di stelle    | Universal    |
| Ricky Gianco      | Di santa ragione         | Edel         |
| Radiomondo        | Radiomondo               | Blue Serge   |
| Agorà             | Bombook                  | Sony         |

### Musica per il cinema
| Film                            | Regista                       |
| ------------------------------- | ----------------------------- |
| Era una notte buia e tempestosa | Alessandro Benvenuti          |
| Zitti e mosca                   | Alessandro Benvenuti          |
| Benvenuti in casa Gori          | Alessandro Benvenuti          |
| Caino e Caino                   | Alessandro Benvenuti          |
| Fox trap                        | Fred Williamson               |
| Belle al bar                    | Alessandro Benvenuti          |
| Ritorno a casa Gori             | Alessandro Benvenuti          |
| Ivo il tardivo                  | Alessandro Benvenuti          |
| I miei più cari amici           | Alessandro Benvenuti          |
| Un colpo al cuore               | Alessandro Benvenuti          |
| Iqbal, bambini senza paura      | Michel Fuzellier-Babak Payami |

### Musica per il teatro
| Spettacolo                 | Compagnia - Regia         |
| -------------------------- | ------------------------- |
| Gli uccelli di Aristofane  | Nuova Scena- Memè Perlini |
| Arsenico e vecchi merletti | Maria Teresa Pizzi        |
| Il castello dei Carpazi    | Daniele Trambusti         |
| Andy e Norman              | Zuzzurro e Gaspare        |
| Sete                       | Zuzzurro e Gaspare        |
| Piume                      | Zuzzurro e Gaspare        |
| Colchide                   | Walter Valeri             |
| Marta e il cireneo         | Alessandro Benvenuti      |
| Due gocce d'acqua          | Alessandro Benvenuti      |
| Benvenuti in casa gori     | Alessandro Benvenuti      |
| Ritorno in casa Gori       | Alessandro Benvenuti      |
| Delitto per delitto        | Alessandro Benvenuti      |
| Sabbie mobili              | Alessandro Benvenuti      |

### Musica per la danza
| Spettacolo - Coreografia           | Compagnia               |
| ---------------------------------- | ----------------------- |
| Itineraire bis – Raza Hammadi      | Ballet Jazz Art - Paris |
| Tristano e Isotta – Amedeo Amodio  | ATER Balletto           |
| Da uno a sette – Loretta Fariselli | Sphaera                 |

### Musica per la televisione
| Programma                  | Rete     |
| -------------------------- | -------- |
| L‘Albero Azzurro (1990-94) | Rai      |
| Delitti e misteri          | Rai      |
| Taratabong – 1ª stagione   | Rai      |
| Taratabong – 2ª stagione   | Rai      |
| Andy & Norman (1991-92)    | Italia 1 |

### Editoria
| Libro                                        | Autore                    | Editore      |
| -------------------------------------------- | ------------------------- | ------------ |
| La musica delle cose e degli animali 1° vol. | Patrizio e Cleo Fariselli | Curved Light |
| La musica delle cose e degli animali 2° vol. | Patrizio e Cleo Fariselli | Curved Light |
| La musica delle cose e degli animali 3° vol. | Patrizio e Cleo Fariselli | Curved Light |
| Storie Elettriche                            | Patrizio Fariselli        | Auditorium   |

## Premi e riconoscimenti
- Ciak d'oro
  - 1996 - Migliore colonna sonora per Ivo il tardivo[2]